# Archidiocèse de Đakovo-Osijek
L'archidiocèse Đakovo-Osijek (en croate : Đakovačko-osječka nadbiskupija ; en latin : Archidioecesis Diacovensis) est un archidiocèse catholique de rite romain situé en Croatie. Il est actuellement administré par l'archevêque Đuro Hranić.
L'archidiocèse est centré sur les villes de Đakovo et Osijek, en Croatie. Il possède actuellement deux diocèses suffragants, celui de Požega (de) et celui de Syrmie.

## Histoire
L'actuel archidiocèse remonte au diocèse de Sirmio, érigé au IVe siècle. En 1773, ce diocèse fut réuni à celui de Bosnie. In 1963, il fut renommé en diocèse de Đakovo ou de Bosnie et Syrmie (en latin : Diacovensis seu Bosnensis et Sirmiensis), pour rendre compte du fait qu'il outrepassait les frontières de la Croatie et de la Serbie. Le 18 juillet 2008, le diocèse a été élevé au rang d'archidiocèse par le pape Benoît XVI et a pris le nom d'archidiocèse de Đakovo-Osijek et le diocèse de Syrmie est érigé avec la partie du diocèse située en Serbie.

## Évêques et archevêques
- Petar (vers 1374)
- Mijo Kesarić
- Đuro
- Đuro Patačić (vers 1706)
- Petar Bakić (vers 1719)
- Josip Čolnić
- Ladislav Szörényi (1733 - 13 novembre 1752)
- Antun Mandić (26 août 1806 - 11 janvier 1815)
- Emerik Karlo Raffay (22 juillet 1816 - 10 janvier 1830)
- Josip Kuković
- Josip Juraj Strossmayer (10 mai 1850 - 8 avril 1905)
- Ivan Krapac (24 mai 1910 - 17 juillet 1916)
- Antun Akšamović (22 avril 1920 - 28 mars 1942, démissionnaire)
- Stjepan Bauerlein (12 octobre 1959 - 9 août 1973)
- Ćiril Kos (6 février 1974 - 6 février 1997, démissionnaire)
- Marin Srakić (6 février 1997 - 18 avril 2013)
- Đuro Hranić (18 avril 2013 - en fonction)

## Édifices religieux
Deux cathédrales sont situées sur le territoire de l'archidiocèse, la cathédrale Saint-Pierre de Đakovo et la co-cathédrale Saint-Pierre et Saint-Paul d'Osijek.

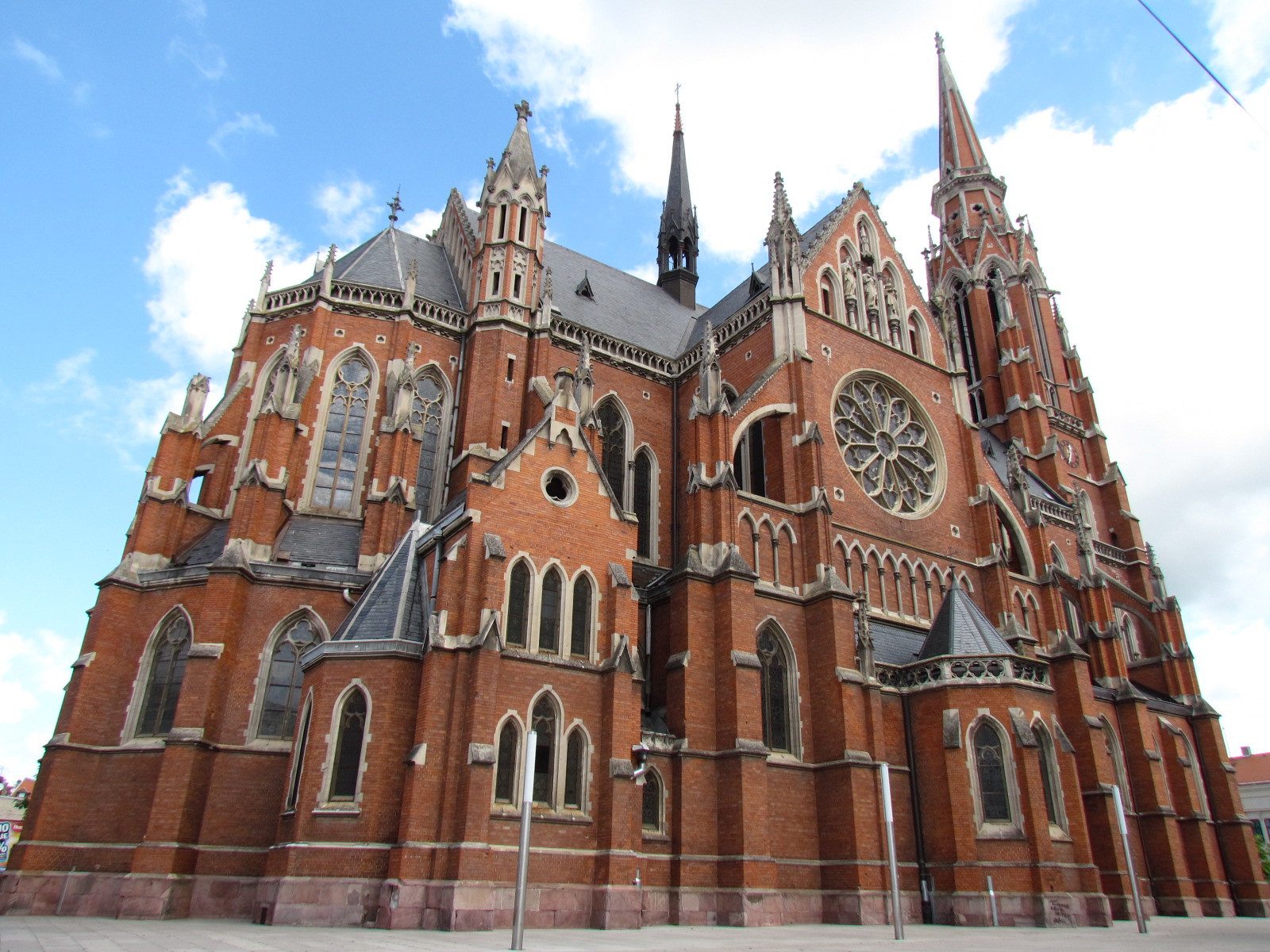
La co-cathédrale Saint-Pierre et Saint-Paul d'Osijek.